# أبل (عفرين)
أبل (بالكردية الكرمنجية: Ubila) أو كما تعرف محليّاً أبل أوشاغي، قرية سوريّة تتبع إداريّاً لمحافظة حلب منطقة عفرين ناحية مركز بلبل، بلغ تعداد سكانها 368 نسمة حسب التعداد السكاني لعام 2004.